# Fondachhof

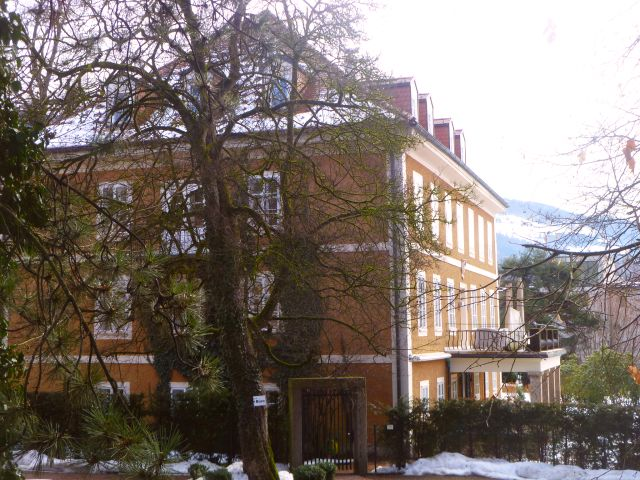
Fondachhof

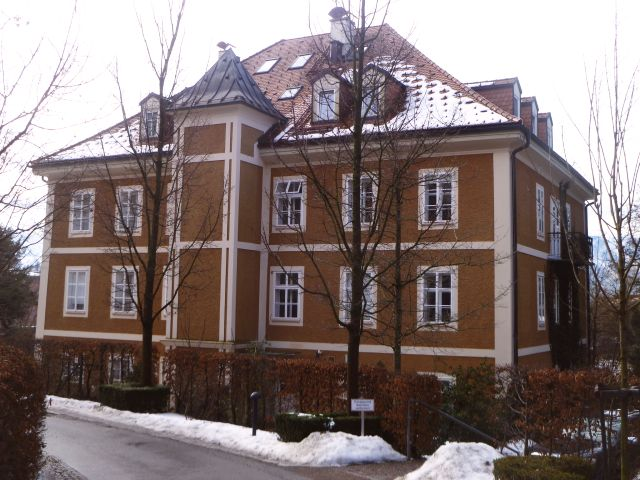
Fondachhof: Rückseite

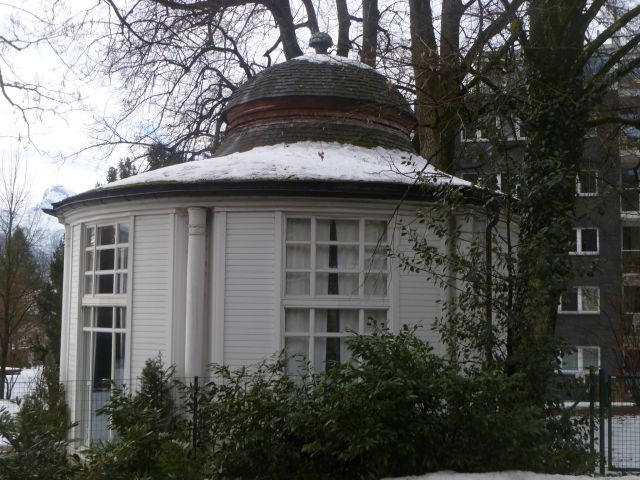
Fondachhof: Salettl

Der Fondachhof, auch Kögl-, Mayr oder Apothekerhof genannt, ist ein ehemaliges Herrenhaus im Ortsteil Parsch von Salzburg (Gaisbergstraße 46).
Urkundlich zum Spital von Stift St. Peter gehörend wird der Hof unter Abt Reginbert erstmals 1122 genannt. Seit dem 15. Jahrhundert sind wechselnde bürgerliche Besitzer vorhanden. Um 1687 wird der Universitätsnotar Georg von Tach (später Fontach) namensgebend. 1727 ist der Hof im Besitz des Hofapotheker Mayr (daher auch Mayr- oder Apothekerhof genannt) und seiner Nachfolger bis 1872. 1777 erbt der Hofapotheker und Mayr-Enkel die beiden Gebäude (Fondach- und Apothekerhof) und baut mit seiner Frau Katharina Schöpfer von Klarenbrunn den Fondachhof zu einem Herrenhaus um. Unter deren Nichte Franziska Schöpfer von Klarenbrunn erreicht der Besitz durch den Ankauf weiterer Bauernhöfe (Fritzen- und Estererhof) seine größte Ausdehnung. Der Besitz wird dann unter den Schöpfer-Neffen Alexander Petter, Magister Karl Petter und Leutnant Franz Petter aufgeteilt, wobei der erste wiederum Hofapotheker ist. Karl Petter verkauft den geerbten Fondachhof 1872 an Anna Gräfin Revertera y Salandra, welcher wiederum Mathilde Gräfin Revertera y Salandra nachfolgt. In diese Zeit fallen etliche Umbauten, so entstanden durch den Maurermeister A. Wagner zwei neue Veranden und ein Balkon im ersten Stock, 1902 wurden ein neues Wirtschaftsgebäude, ein Stall gebaut und ein turmartiger Anbau für die WC-Anlagen gebaut (heute Liftanlage).
1941 ging der Fondachhof von Franz Karl Revertera auf den neuen Besitzer Asamer über. Unter diesem wird der Fondachhof ab 1951 zu einem Hotelbetrieb, wobei auch das ehemalige Wirtschaftsgebäude und mehrere Gartenhäuser umgestaltet werden. Im Park des Anwesens entstanden Gartenhäuser und ein von Otto Prossinger entworfener verglaster Teepavillon. Am 20. Juli 1952 übernachtete hier die Schauspielerin Greta Garbo, das Gästebuch weist noch weitere illustre Gäste auf, z. B. die Primadonnen Lotte Lehmann, Hilde Gülden oder Elisabeth Schwarzkopf, die  Dirigenten Joseph Keilberth, Sir Georg Solti, Claudio Abbado und Seiji Ozawa oder die Komponisten Frank Martin, Olivier Messiaen und Leonard Bernstein. Ende 1993 wurde das Fünf-Sterne-Hotel geschlossen.
Ab 1997 ließ der Salzburger Bauträger Fürst Developments nach dem Masterplan des Architekten Luigi Snozzi auf dem Areal des Fondachhofs Wohnbauten errichten.
Der Fondachhof ist ein dreigeschoßiger Bau mit fast rechteckigem Grundriss, einem steilen Walmdach mit drei Schleppgaupen an der Längs- und einer auf der Breitseite, fünfachsig zur Süd- und siebenachsig zur Ostseite, quadratische Fenster im Erdgeschoß, rechteckige im 2. und 3. Geschoß. An der Nordseite hohes rundbogiges Eingangstor mit hochgelegtem Ochsenauge. Rechteckiger Balkonvorbau auf vier Konglomeratpfeilern auf der Gartenfassade. Rieselputzfassade in leichtem Braunton. Die Fenstereinfassungen und Mauerkanten sind durch weiße Putzfaschen herausgehoben. Im Südosten steht ein Salettl aus Holz mit Walmdach. Von Anton Ruprecht stammen eine Rokokoeinrichtung der Offizin der alten Hofapotheke und ein Marmorwandbrunnen von 1634. Das Wappen der Familie Revertera-Salandra ist auf der Frontfassade des Fondachhofes zu sehen. Ein kleiner Park rund um den Fondachhof enthält einen Rokoko Marmorbrunnen von Franz de Paula Hinzl aus dem Jahr 1772, der über zwei runden Becken eine mittigen Vase mit Tierfratzen zeigt. Die Hinterwand des Brunnens ist mit einer Puttengruppe gekrönt. In dem Gartenhaus schrieb Ernst Marischka die Drehbücher zu den Sissy-Filmen.